# Эгфрит (король Мерсии)
Эгфрит (англ. Ecgfrith, умер в 796) — король Мерсии (июль 796 — декабрь 796), сын Оффы и его жены Кинетриты.

## Биография
В 787 года Оффа, стремясь закрепить свою династию на мерсийском престоле, короновал Эгфрита. В июле 796 года, после смерти отца он унаследовал корону Мерсии, но правил лишь в течение 141 дня и умер при невыясненных обстоятельствах. Если принять во внимание, что Оффа скончался 26 или 29 июля 796 года, то получается, что дата смерти Эгфрита — 14 или 17 декабря 796 года.
Эгфрит был первым англосаксонским королём, который при коронации принял христианское посвящение (помазание на царство).